# فينس دندي
فينس دندي (بالإنجليزية: Vince Dundee)‏ مواليد 22 أكتوبر 1907 في بالتيمور - الوفاة 27 يوليو 1949 في غلينديل، كان ملاكم أمريكي سابق صنّف ضمن فئة الوزن المتوسط.

## إحصائيات
خاض خلال مسيرته 158 نزالا، فاز في 122 وتعادل في 15 وخسر في 20. فاز بالضربة القاضية في 29 نزالا.

## روابط خارجية
- فينس دندي على موقع بوكس ريك (الإنجليزية) (registration required)